# Dynatus nigripes
Dynatus nigripes är en biart som först beskrevs av Westwood in Griffith 1832.  Dynatus nigripes ingår i släktet Dynatus och familjen grävsteklar. Inga underarter finns listade i Catalogue of Life.